# 삼성 갤럭시 A23
삼성 갤럭시 A23(Samsung Galaxy A23)은 삼성전자가 제조한 안드로이드 스마트폰이다. 이 스마트폰은 2022년 3월 4일에 발표되었다. 2022년 3월 25일에 국내 출시되었다.

## 디자인
화면은 고릴라 글래스 5로 제작되었다. 후면 패널과 측면은 광택 플라스틱으로 제작되었다.
스마트폰의 디자인은 삼성 갤럭시 A33 5G와 유사하다.
아래는 USB-C 커넥터, 스피커, 마이크 및 3.5mm 오디오 잭이 있다. 두 번째 마이크는 상단에 있다. 버전에 따라 SIM 카드 1개와 microSD 메모리 카드 최대 1TB용 슬롯 또는 SIM 카드 2개와 microSD 메모리 카드 최대 1TB용 슬롯이 있다. 오른쪽에는 볼륨 버튼과 지문 스캐너가 내장된 스마트폰 잠금 버튼이 있다.
삼성 갤럭시 A23은 블랙(Awesome Black), 화이트(Awesome White), 블루(Awesome Blue), 오렌지(Awesome Peach)의 4가지 색상으로 판매된다.
| 색상 | 이름        |
| ---- | ----------- |
|      | 어썸 블랙   |
|      | 어썸 화이트 |
|      | 어썸 블루   |
|      | 어썸 피치   |

## 사양

### 하드웨어
갤럭시 A23은 슬레이트 형태의 스마트폰으로 크기는 164.5×76.9×8.4mm, 무게는 195g이다.
이 장치는 GSM, HSPA 및 LTE 연결과 Wi-Fi 802를 갖추고 있다. 블루투스 5 Wi-Fi Direct 지원 및 핫스팟 지원.0, A2DP 및 LE 지원 GPS, BeiDou, Galileo, GLONASS 및 NFC 지원 A/b/g/n/ac 듀얼 밴드 USB-C2 포트.0 및 3.5mm 헤드폰 잭이 있다.
대각선 6.6인치 터치스크린, TFT LCD Infinity-V 디스플레이, 둥근 모서리, 1080×2408픽셀 FHD+ 해상도를 갖추고 있다.
5000mAh 리튬 폴리머 배터리는 사용자가 분리할 수 없다. 25W의 초고속 충전을 지원한다.
칩셋은 8코어 CPU를 탑재한 Qualcomm Snapdragon 680(SM6225)이다(2.4GHz에서 4코어 + 1.9GHz에서 4코어). 내장 eMMC 타입의 메모리 5.1은 64/128 GB로 마이크로SD를 최대 1 TB까지 확장할 수 있는 반면 RAM은 4, 6, 또는 8 GB이다(선택한 버전에 따라 다름).
후면 카메라에는 f/1 구멍이 있는 50만 화소 메인 센서가 있다. D-SLR-Focus에는 PDAF 자동 초점, HDR 모드 및 플래시 LED 모드가 탑재되어 있어 초당 최대 1080p 30fps의 사진을 기록할 수 있다. 전면 카메라는 8MP의 싱글 카메라이다.

### 소프트웨어
안드로이드 12 기반 One UI 4.1이 기본 탑재되었다.

## 갤러리

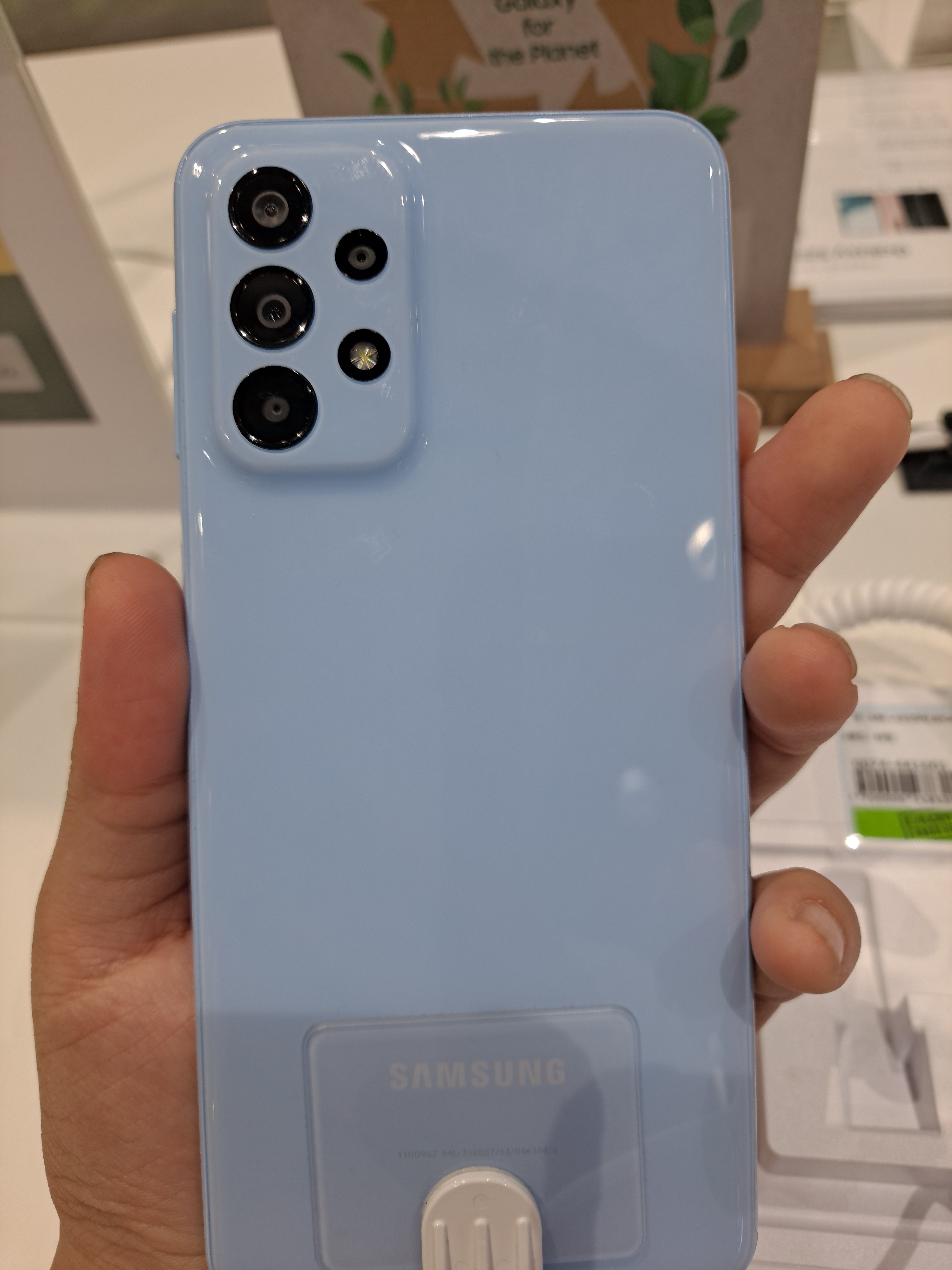
삼성 갤럭시 A23의 후면